# Luis «Neco» Fernández
Luis Alberto Fernández González (Curridabat, 2 de abril de 1960) es un exfutbolista costarricense. Jugó como delantero en varios equipos de la Primera División de Costa Rica.
Junto con Víctor “Mambo” Núñez, son los únicos jugadores costarricenses en haber jugado y anotado con los 4 equipos grandes del fútbol local (Alajuelense, Saprissa, Herediano y Cartaginés).
Fue campeón nacional con Saprissa, Alajuelense y Herediano, y subcampeón con el Cartaginés.

## Clubes
| Club                       | País       | Año       |
| -------------------------- | ---------- | --------- |
| Deportivo Saprissa         | Costa Rica | 1978-1983 |
| L. D. Alajuelense (cesión) | Costa Rica | 1979      |
| L. D. Alajuelense          | Costa Rica | 1984-1986 |
| C. S. Herediano            | Costa Rica | 1987      |
| L. D. Alajuelense          | Costa Rica | 1988-1990 |
| C. S. Cartaginés           | Costa Rica | 1991-1994 |
| Belén F. C.                | Costa Rica | 1995-1996 |
| C. S. Uruguay de Coronado  | Costa Rica | 1997      |

## Selección nacional
En 1978, "Neco" Fernández fue parte del fracasado proceso clasificatorio hacia la Copa Mundial juvenil de 1979 realizada en Japón.
Dos años después, integró la selección nacional de Costa Rica que participó en los Juegos Olímpicos de Moscú en 1980, donde jugó uno de los tres partidos disputados.
También jugó en las eliminatorias rumbo a los Mundiales de España 82 e Italia 90. En esta última competencia, el delantero tuvo muy poca participación y no fue llevado al torneo final.

## Palmarés

### Títulos nacionales
| Título                         | Club               | País       | Año  |
| ------------------------------ | ------------------ | ---------- | ---- |
| Primera División de Costa Rica | Deportivo Saprissa | Costa Rica | 1982 |
| Primera División de Costa Rica | L. D. Alajuelense  | Costa Rica | 1984 |
| Primera División de Costa Rica | C. S. Herediano    | Costa Rica | 1987 |
| Torneo de Copa de Costa Rica   | A. D. Belén        | Costa Rica | 1996 |

### Títulos internacionales
| Título                           | Club               | Sede                | Año  |
| -------------------------------- | ------------------ | ------------------- | ---- |
| Copa Fraternidad Centroamericana | Deportivo Saprissa | Ciudad de Guatemala | 1978 |
| Copa de Campeones de la Concacaf | L. D. Alajuelense  | Alajuela            | 1986 |